# World in Conflict
World in Conflict (ofta förkortat till WiC eller WIC) är ett realtidsstrategispel från 2007, utvecklat av det svenska datorspelsföretaget Massive Entertainment och publicerat av Sierra Entertainment. Spelet släpptes på den amerikanska marknaden den 18 september, i Australien och Nya Zeeland den 20 september och i Europa 21 september. Den asiatiska marknaden med Kina och Japan fick vänta till den 15 oktober, då främst den kinesiska och japanska översättningen till spelet har försenats.

## Bakgrund
Spelet utspelar sig i ett "alternativhistoriskt" läge år 1989, där den sovjetiska politbyrån väljer att vidta militära åtgärder för att bevara nationen från kollaps. Deras plan var att utpressa Västeuropa för att få behov av hjälp, men när detta inte uppnås invaderar Sovjetunionen hela Västeuropa. NATO och USA svarar med full styrka för att endast mötas av en ny front. En sovjetisk kamouflerad överraskningsinvasion mot Seattle i USA. Spelaren tar rollen som löjtnant Parker, en amerikansk officer under ledning av överste Jeremiah Sawyer. De har fått i uppdrag av den amerikanska ledningen att återta Seattle och dess förorter, och dessutom undsätta olika europeiska länder som attackeras av de sovjetiska trupperna.

## Handling
Medan Löjtnant Parker haft en lång permission i Seattle började sovjetiska styrkor att inleda en väldig amfibieattack mot staden. Ett fåtal av stadens amerikanska soldater och Washingtons nationalgarde strider mot de invaderande sovjetiska styrkorna, i ett försök att få stadens överlevande invånare att kunna evakuera staden innan de drar sig tillbaka söderut mot en liten stad kallad Pine Valley i Washington. I Pine Valley lyckas en bataljon under befäl av överste Sawyer, med hjälp av krigsfartyget USS Missouri, att stoppa sovjeternas framfart i södra Washington. Under detta korta anstånd förstärks Sawyers bataljon med Oregons nationalgarde, under ledning av överste Wilkins.
Efter en månads konsolidering förnyar de sovjetiska styrkorna sitt fälttåg österut in i Kaskadbergen mot Fort Teller, i hopp om att fördärva USA:s hemliga militärprojekt kallat Strategic Defense Initiative. Medan projektet dock var en bluff, har hotet om dess existens hittills hindrat Sovjetunionen från att använda kärnvapen i deras krig mot USA, och därmed blev försvaret av Fort Teller den amerikanska arméns största prioritet. Efter flera strider mot de sovjetiska styrkorna lyckas Sawyer och Wilkins att försena den sovjetiska framryckningen mot Fort Teller, och Sawyer väljer att ta ställning i staden Cascade Falls i Washington. I det följande slaget om Cascade Falls går striden bra för USA, men när överväldigande sovjetiska styrkor intar staden tvingas Sawyer att använda kärnvapen för att stoppa sovjeterna. Under hans reträtt lämnar han en grupp frivilliga soldater för att hålla tillbaka de sovjetiska marktrupperna och samtidigt avfyra en taktisk kärnvapenmissil mot staden, och vid dess detonation förintas både staden och de sovjetiska styrkorna.
Sedan börjas en tillbakablick till krigsutbrottet, som berättar om Parkers tjänst i Europa. Både han och Sawyer tjänstgjorde i Frankrike för att med hjälp av Natos styrkor leda en motoffensiv för att driva bort en sovjetisk invasion i södra Frankrike inte långt från Marseille. Efter det skickas de på ett hemligt uppdrag inne i Sovjetunionen för att hämta underrättelser från en störtad B-2 bombplan, vilket leder dem till en sovjetisk marinbas där de förstör sovjetiska ubåtar som annars skulle användas i en invasion av den amerikanska östkusten.
Sedan skickas de tillbaka till USA för att förhindra sovjetiska Spetsnaz-styrkor från att invadera New York, vilka var stationerade runt Liberty Island, Ellis Island och Governors Island. Spetsnaz hade för avsikt att lagra kemiska vapen inne i Frihetsgudinnan för att bomba ner hela Manhattan, och Sawyer skulle vara tvungen att bomba Frihetsgudinnan för att stoppa Spetsnaz-styrkorna. Men med hjälp av Parkers effektiva flyganfall lyckas de amerikanska styrkorna inta de tre öarna så att Sawyer kunde avblåsa bombningen.
Sedan återgår spelet till händelseförloppet efter förintelsen av Cascade Falls. De amerikanska försvararna av Cascade Falls har spridits för vinden och försöker nu att omgruppera och omorganisera sina styrkor och lyckas sedan besegra de återstående sovjetiska anfallsstyrkorna, vilket får dem att dra sig till Seattle för att sätta sig till motvärn. USA får sedan reda på att Folkrepubliken Kina har gått med i kriget som allierad till Sovjetunionen. Kinesiska trupper ockuperar Mongoliet och invaderar Sydkorea och Indien. Dessutom skickar Folkets befrielsearmés flotta en invasionsflotta för att förstärka den sovjetiska styrkan i Seattle. USA:s president ger order åt de överlevande amerikanska styrkorna från attacken på Cascade Falls att försöka inta Seattle, och om de skulle misslyckas skulle han annars anordna ett kärnvapenanfall mot Seattle. De amerikanska styrkorna lyckas återerövra Pugetsundet för att använda en sovjetisk sjövärnskanon för att använda den mot den kinesiska invasionsflottan. Sawyer ger sedan order åt sina styrkor att i en desperat attack bryta igenom de sovjetiska försvarslinjerna för att nå Seattle och riva ner deras befästa högkvarter innan den kinesiska invasionsflottan anländer till staden. De sovjetiska styrkorna i staden försökte göra en motattack mot de amerikanerna styrkorna, men med hjälp av Wilkins styrkor lyckas Sawyer och hans styrkor att återerövra Seattle från Sovjetunionen och bomba ner den kinesiska flottan, vilket får kineserna att vända tillbaka mot Kina.
Den sovjetiska armén har drivits bort från Seattle för gott, men kriget är dock inte över än. Sawyer konstaterar själv att han har varit hedrad att få ha tjänat med Parker. Parker får sedan, som tecken för hans stora insatser, en Medal of Honor.

## Gameplay
Till skillnad från andra strategispel så kan man inte samla på sig resurser eller konstruera byggnader i World in Conflict. Istället får spelaren en viss mängd "reinforcement points" (förstärkningspoäng) för att kunna köpa enheter. När en spelares enhet dödas under striden kommer poängen man har köpt för långsamt fyllas tillbaka till spelaren: så att nya förstärkningar kan kallas till striden.
World in Conflict innehåller tre väsentliga fraktioner: USA, Sovjetunionen och Nato, alla fraktionerna är spelbara i spelets multiplayerläge. Dock så är inte Sovjetunionen en spelbar fraktion i singleplayer-kampanjen, där kan man endast spela för USA respektive Nato. USA och Nato kämpar mot Sovjetunionen under hela singleplayer-kampanjen, samt inom onlineläget.
Spelaren kan välja mellan fyra olika enheter under striden: infanteri (Infantry), pansarfordon (Armor), flygvapen (Air) eller eldunderstöd. Infanteriet delas upp i olika infanterigrupper och har förmågan att inta byggnader. Det finns olika sorters av infanterisoldater med sina egna förmåner, som pansarvärnssoldater som kan förstöra pansarfordon, krypskyttar som kan döda infanterisoldater och kommandosoldater som kan anfalla både infanteri, pansarenheter och helikoptrar. Pansarfordon är den starkaste och dominerande markstridsenheten i spelet, de delas upp i olika sorters av stridsvagnar, transportfordon och terrängfordon. Flygvapenenheterna i spelet består av helikoptrar beväpnade med pansarvärnsrobotar, kulsprutor och automatkanoner. De delas upp i olika sorters attackhelikoptrar, spaningshelikoptrar och transporthelikoptrar. Slutligen så finns det eldunderstödsenheter i form av artilleri, luftvärnsfordon och specialbyggda reparationsfordon som kan reparera pansarfordon, helikoptrar och även dem själva.
De flesta enheterna i spelet har både offensiva och defensiva förmågor som spelaren kan använda under striden, men som laddas om efter användning. Till exempel kan infanterisoldater använda granatkastare för offensiva attack och kan sprinta bort från striden eller till en annan position. World in Conflict använder ett taktiskt stödsystem som liknar den i Command & Conquer: Generals. Tactical Aids (Taktisk understöd) tillåter spelaren att utföra speciella handlingar som att kalla in flyganfall, bombmattor samt fallskärmsjägare.

### Multiplayer
Spelets multiplayerläge har stöd för upp till sexton spelare och kan spelas via LAN eller Internet. Det finns tre typer av kartor: dominanskartor, där spelare måste skaffa sig kommandopoäng för att vinna spelet, anfallskartor, där ett lag försvarar en rad kommandopunkter som de andra lagen måste inta, och dragkampskartor, där lagen måste kämpa för att fånga en rad kommandopunkter på en front, varefter fronten flyttas till en ny uppsättning kommandopunkter som är närmare det förlorande laget. Spelets värd kan även lägga till botar för att spela på servern offline.
Onlinedelen av spelet använder ett hjälpsystem som hjälper spelarna att hålla koll på vänner, där man kan se om de är online eller om de spelar ett spel. Man kan skapa klaner som man kan hålla koll på under spelet, där man kan rangordna spelare och spela klanmatcher. Det finns också en poängtavla och ett rankningssystem baserat på den amerikanska arméns militära grader. Spelare kan öka sin rang och poängställning på ett liknande sätt som i Battlefield 2, genom att samla på sig resultat och poäng, medaljer och emblem. När man försöker uppnå en ny militär rang blir det gradvis svårare. Poängtavlan håller också reda på vilken rang som klanen ligger på.

## Expansion
Spelets officiella expansionspaket heter World in Conflict: Soviet Assault, där man kan spela för Sovjetunionen. Sovjet Assault har 6 nya uppdrag och 2 nya multiplayerkartor Dessa 6 uppdrag kombineras med de ursprungliga amerikanska uppdragen. Spelaren tar rollen som en sovjetisk löjtnant vid namn Romanov, som är under befäl av överste Vladimir Orlovsky. Orlovsky befaller också över kapten Nikolai Malashenko (som också är Orlovskys brorson) och Major Valerij Lebedjev (en officer av underrättelsetjänsten KGB).

## Mottagande
| Mottagande      | Mottagande     |
| Samlingsbetyg   | Samlingsbetyg  |
| Tjänst          | Betyg          |
| --------------- | -------------- |
| Gamerankings    | 89.44%         |
| Metacritic      | 89/100         |
| Recensionsbetyg |                |
| Publikation     | Betyg          |
| Eurogamer       | 9/10           |
| Game Informer   | 9.25/10        |
| Gamepro         | 4.5/5 stjärnor |
| Gamespot        | 9.5/10         |
| Gamespy         | [ 10 ]         |
| IGN             | 9.3/10         |
| PC Gamer UK     | 88/100         |
| PC Zone         | 92/100         |
| Videogamer.com  | 9/10           |
| Gamereactor     | 9/10           |

World in Conflict har fått ett mycket positivt mottagande av många spelkritiker.